# Бурэ-Небельсен, Валерий Анастасович
Валерий Анастасьевич Бурэ (настоящая фамилия — Небельсен; 5 июня 1899, Москва — 31 октября 1955, Сталинград) — русский и советский театральный актёр, народный артист РСФСР.

## Биография
Валерий Анастасьевич Бурэ (настоящая фамилия — Небельсен) родился 5 июня 1899 года в Москве, где у его родителей был собственный дом на Триумфальной площади, напротив Концертного зала имени П. И. Чайковского. Отец был гусарским офицером, умер в раннем возрасте. Дальний родственник актёр Владимир Бурэ, прямой потомок Павла Бурэ, часовщика его императорского величества Николая Второго, помог Валерию Бурэ пойти на сцену. Когда он поступил в театр, где играл и Владимир Бурэ, его стали называть «Бурэ Второй». Таким образом Бурэ стал его сценическим псевдонимом.
Сценическую деятельность начал в 1917 году в Омске. После Октябрьской революции на некоторое время эмигрировал в Китай, жил и работал в Шанхае, но потом вернулся в Россию.

Работал в театрах Читы, Тобольска, Златоуста, Тулы, Харькова, Иркутска, Магнитогорска. Играл в антрепризе. В 1932—1938 годах играл в Свердловском театре драмы. В 1938—1954 годах работал в Куйбышевском театре драмы. С 1954 году выступал в Сталинградском драматическом театре.
Искусство Бурэ было отмечено ярким темпераментом, стремлением к тонкому психология, анализу, законченностью, точностью внешнего рисунка роли. Создал романтические образы: Ромео («Ромео и Джульетта» Шекспира); Сирано де Бержерак («Сирано де Бержерак» Э. Ростана), Риварес («Овод» по Э. Войнич), Фердинанд («Коварство и любовь» Шиллера) и др.
Умер во время репетиции на сцене Сталинградского театра 31 октября 1955 года.

## Семья
- Сын — театральный режиссёр, педагог Юрий Валерьевич Бурэ-Небельсен (род. 1938), народный артист России.

## Награды и премии
- Заслуженный артист РСФСР (17.09.1945).
- Народный артист РСФСР (24.12.1951).

## Работы в театре
- «Ромео и Джульетта» Шекспира — Ромео
- «Маскарад» М. Лермонтова — Арбенин
- «Сирано де Бержерак» Э. Ростана — Сирано
- «Отелло» Шекспира — Отелло
- «Укрощение строптивой» Шекспира — Петруччио
- «Овод» по Э. Войнич — Риварес
- 1920 — «На дне» М. Горького — Барон
- 1937 — «Рюи Блаз» В. Гюго — Рюи Блаз
- «Ревизор» Н. Гоголя — Хлестаков
- «Великий государь» В. Соловьева — Иван Грозный
- «Коварство и любовь» Шиллера — Фердинанд
- «Живой труп» Л. Толстого — Протасов
- «Пигмалион» Б. Шоу — Хиггинс
- «Дама-невидимка» П. Кальдерона — Мануэль
- «Царь Фёдор Иоаннович» А. К. Толстого — Борис Годунов
- «Шёл солдат с фронта» В. Катаева — Семён Котко
- «Фронт» А. Корнейчука — Мирон Горлов
- «Русский вопрос» К. Симонова — Гарри Смит
- «Нашествие» Л. Леонова — Фёдор Таланов
- «Глубокая разведка» А. Крона — Майоров
- «Фельдмаршал Кутузов» В. Соловьёва — Наполеон
- 1950 — «Кремлёвские куранты» Н. Погодина — Ленин, Сталин
- «Незабываемый 1919-й» В. Вишневского — Сталин
- «Путь в грядущее» Марвича — Серго Орджоникидзе

## Фильмография
1. 1954 — «Богатырь» идёт в Марто — эпизод